# Ethel Caterham
Ethel Caterham, née le 21 août 1909 à Shipton Bellinger, est une supercentenaire britannique. Elle est la doyenne de l'humanité depuis la mort de la Brésilienne Inah Canabarro Lucas le 30 avril 2025.

## Biographie
Ethel May Caterham est née le 21 août 1909 sous le nom d'Ethel May Collins, à Shipton Bellinger, dans le Hampshire, en Angleterre. Elle a grandi à Tidworth, dans le Wiltshire.
En 1927, elle a travaillé comme nourrice pour une famille britannique en Inde, où elle rencontrera plus tard son futur mari Norman Caterham major de l'armée britannique, lors d'un dîner en 1931. 
Marié en 1933, le couple a d'abord vécu à Harpham, près de Salisbury, avant d'habiter à Hong Kong et à Gibraltar, où sont nées ses deux filles,. 
Après la mort de son mari en 1976, elle a hérité de sa Triumph Dolomite et a continué à la conduire jusqu’à l’âge de 97 ans.
En 2020, Ethel Caterham a contracté le COVID-19, mais s'est finalement rétablie de la maladie.

## Longévité
Le 22 janvier 2022, elle est devenue la résidente la plus âgée du Royaume-Uni à la suite de la mort de la précédente doyenne.
En août 2024, Ethel Caterham est devenue la première Britannique à fêter son 115e anniversaire, depuis Annie Jennings en 1999, et est devenue la Britannique la plus âgée de tous les temps le 7 avril 2025.
Ethel Caterham est actuellement la doyenne de l'humanité, la dernière personne née en 1909,et le dernier sujet britannique en vie de Édouard VII.
Elle est également la dernière Britannique née avant 1912.